# كرة الهدف في الألعاب البارالمبية الصيفية 2024 - قوائم فرق الرجال
ما يلي هو قائمة تشكيلة المنتخب لكل دولة تتنافس في كرة الهدف في الألعاب البارالمبية الصيفية 2024 – بطولة الرجال في باريس.

## المجموعة أ

### البرازيل
المدرب: جوناتاس كاسترو
الفريق التالي هو فريق البرازيل في بطولة كرة الهدف في الألعاب البارالمبية الصيفية 2024. تم الإعلان عن القائمة في 25 يونيو 2024.
| رقم. | لاعب            | فئة | تاريخ الميلاد (السن)      |
| ---- | --------------- | --- | ------------------------- |
| 3    | باولو ساتورنينو | B2  | 1 يونيو 1998 (العمر 26)   |
| 4    | ليومون مورينو   | B1  | 21 أغسطس 1993 (العمر 31)  |
| 5    | جوزيمارسيو سوزا | B3  | 20 يوليو 1989 (العمر 35)  |
| 6    | روماريو ماركيز  | B1  | 20 يوليو 1989 (العمر 35)  |
| 7    | إيمرسون إرنستو  | B3  | 11 فبراير 1999 (العمر 25) |
| 9    | أندري دانطاس    | B3  | 19 مايو 1995 (العمر 29)   |

### فرنسا
مدرب: فيفيان فورنييه ديت شابيرت
فيما يلي قائمة منتخب فرنسا في بطولة كرة الهدف لدورة الألعاب البارالمبية الصيفية 2024.
| رقم | اللاعب              | الفئة | تاريخ الميلاد (العمر)     |
| --- | ------------------- | ----- | ------------------------- |
| 1   | هاريس نيمارليا      | B1    | 29 مايو 1985 (العمر 39)   |
| 2   | إلياس عوني          | B3    | 3 يناير 2006 (العمر 18)   |
| 3   | نبيل بايش           | B3    | 24 سبتمبر 1989 (العمر 34) |
| 4   | توماس راموس مارتينز | B2    | 3 مايو 1996 (العمر 28)    |
| 5   | قدة بوعالية         | B2    | 10 يونيو 1988 (العمر 36)  |
| 6   | أمبروز دودين        | B3    | 14 أبريل 1981 (العمر 43)  |

### إيران
المدرب: بهمن دوستي ولا
التالي هو فريق إيران في بطولة كرة الهدف في دورة الألعاب البارالمبية الصيفية 2024.
| رقم | اللاعب              | الفئة | تاريخ الميلاد (العمر)    |
| --- | ------------------- | ----- | ------------------------ |
| 2   | محمد مهدي نفيسي نسب | B3    | 5 أبريل 2003 (العمر 21)  |
| 3   | حسن جعفري           | B2    | 25 مارس 1990 (العمر 34)  |
| 4   | مهدي عباسي          | B1    | 2 نوفمبر 1998 (العمر 25) |
| 6   | نعمت الله سرافراز   | B2    | 22 يونيو 1985 (العمر 39) |
| 7   | ميلاد سوري          | B2    | 30 أبريل 1995 (العمر 29) |
| 8   | محمد برنيا جمايران  | B3    | 3 ديسمبر 1991 (العمر 32) |

### الولايات المتحدة
مدرب: كيث يونغ
فيما يلي تشكيلة الولايات المتحدة في بطولة كرة الهدف في الألعاب البارالمبية الصيفية 2024.
| رقم | اللاعب        | تصنيف | تاريخ الميلاد (العمر)     |
| --- | ------------- | ----- | ------------------------- |
| 2   | تايلر ميران   | B2    | 29 مايو 1984 (العمر 40)   |
| 3   | صهيون ووكير   | B3    | 5 نوفمبر 2001 (العمر 22)  |
| 4   | تريشاون فيزون | B2    | 30 يوليو 2003 (العمر 21)  |
| 6   | كالهان يونغ   | B2    | 23 فبراير 1995 (العمر 29) |
| 7   | مات سمبسون    | B1    | 30 مارس 1990 (العمر 34)   |
| 8   | كريستيان كينغ | B3    | 17 أكتوبر 1999 (العمر 24) |

## المجموعة ب

### الصين
المدرب: يين شيكيانغ
التالي هو تشكيلة الصين في دورة كرة الهدف في الألعاب البارالمبية الصيفية 2024.
| رقم. | اللاعب           | الفئة | تاريخ الميلاد (العمر)     |
| ---- | ---------------- | ----- | ------------------------- |
| 3    | يانغ مينغ يوان   | B2    | 13 يناير 1998 (العمر 26)  |
| 4    | تشين ليانغ ليانغ | B1    | 28 سبتمبر 1984 (العمر 39) |
| 5    | هو مينغ ياو      | B2    | 14 يناير 1995 (العمر 29)  |
| 6    | يو تشينغ كوان    | B1    | 19 أبريل 1996 (العمر 28)  |
| 7    | يو دِي يي         | B2    | 16 نوفمبر 1997 (العمر 26) |
| 9    | وانغ جينهاو      | B2    | 24 فبراير 2001 (العمر 23) |

### مصر
المدرب: محمد فرحات
التالي هو تشكيل منتخب مصر في بطولة كرة الهدف في دورة الألعاب البارالمبية الصيفية 2024.
| رقم | اللاعب          | الدرجة | تاريخ الولادة (العمر)    |
| --- | --------------- | ------ | ------------------------ |
| 3   | أحمد عبد الرازق | B2     | 28 يناير 2003 (العمر 21) |
| 4   | معاذ يوسف       | B3     | 16 يناير 2002 (العمر 22) |
| 5   | سيد عوض         | B3     | 1 مارس 2002 (العمر 22)   |
| 7   | عمر محمد        | B3     | 2 أغسطس 1997 (العمر 27)  |
| 8   | محمد إسماعيل    | B1     | 13 أغسطس 2007 (العمر 17) |
| 9   | أحمد السيد      | B2     | 17 يناير 2002 (العمر 22) |

### اليابان
المدرب: ريكيا كودو
فيما يلي تشكيلة اليابان في بطولة كرة الهدف في دورة الألعاب البارالمبية الصيفية 2024.
| الرقم. | اللاعب        | الفئة | تاريخ الميلاد (العمر)     |
| ------ | ------------- | ----- | ------------------------- |
| 1      | يوتو سانو     | B3    | 20 يونيو 2000 (العمر 24)  |
| 2      | هاروكي توري   | B3    | 7 أغسطس 2004 (العمر 20)   |
| 4      | يوجي تاجوتشي  | B2    | 16 فبراير 1991 (العمر 33) |
| 5      | ناوكي هاجيورا | B3    | 28 أكتوبر 1996 (العمر 27) |
| 7      | كازويا كانيكو | B3    | 8 فبراير 2000 (العمر 24)  |
| 8      | كوجي مياجيكي  | B3    | 20 مارس 1995 (العمر 29)   |

### أوكرانيا
المدرب: فيدير دوبروفين
فريق أوكرانيا في بطولة الجولبول في دورة الألعاب البارالمبية الصيفية 2024.
| رقم | اللاعب            | الفئة | تاريخ الميلاد (العمر)     |
| --- | ----------------- | ----- | ------------------------- |
| 1   | فاسيل أولينك      | B2    | 10 يناير 1996 (العمر 28)  |
| 2   | أنطون ستريلكيك    | B3    | 4 مارس 1992 (العمر 32)    |
| 3   | فيدير سيدورينكو   | B3    | 21 ديسمبر 1999 (العمر 24) |
| 4   | يفغيني تسيهانينكو | B3    | 10 ديسمبر 1990 (العمر 33) |
| 5   | روديون جيهالين    | B2    | 21 مايو 1985 (العمر 39)   |
| 7   | ألكساندر توبوركوف | B2    | 31 مايو 1991 (العمر 33)   |